# Phytoecia atrohumeralis
Phytoecia atrohumeralis är en skalbaggsart som beskrevs av Stefan von Breuning 1964. Phytoecia atrohumeralis ingår i släktet Phytoecia och familjen långhorningar. Inga underarter finns listade i Catalogue of Life.